# Vision On
Vision On fue un programa de televisión inglés producido y transmitido por la BBC1 desde 1964 hasta 1977. Estuvo enfocado a los niños con sordera y problemas visuales. Concebido por Ursula Eason y Patrick Dowling, puso énfasis en la comunicación e interacción en vez de simples historias narradas con imágenes. Su presentadora fue Pat Keysell, quien combinó la actuación con la enseñanza a niños sordos. Keysell inicialmente fue la única presentadora pero luego se le unió Tony Hart, quien animaba a los televidentes a enviar sus trabajos de dibujo y pintura para la sección llamada "La galería de Vision On". Luego llegaron al programa Ben Benison y Sylvester McCoy, ambos especializados en mímica y Wilf Makepeace Lunn ("Will el inventor"), que preparaba excéntricas máquinas. David Cleveland apareció en secuencias filmadas como "El Profesor". 
Algunas de sus secciones eran:
- "La galería", ya antes mencionada.
- "La huella", era una huella digital animada.
- "Súper-dúper-bobo", un super héroe tonto vestido a la manera de Superman.
- "Burbujita", unas niñas que nunca se veían en escena y se comunicaban con burbujas o globos de diálogo.
- "Humphrey la tortuga", siempre se la pasaba pensando y hablando consigo misma.
- "El reloj chiflado", un reloj de cu-cú, el cual el pájaro jugaba con sus números (y a veces con las manecillas) formando figuras.
- "El Prof" un hombre vestido con una bata blanca de científico que se metía en peculiares enredos.
- También hacían dibujos a tinta china y figuras con origami.
- Un hombre de boina y overall, de aspecto obrero que siempre al desempeñar alguna actividad se topaba con cosas y situaciones extrañas.

El título Vision On se refiere al logo iluminado arriba del estudio de grabación de la BBC, mostrado a la cámara en las transmisiones en vivo. El título animado en la serie mostraba las palabras 'Vision On' en letra "entrelazada" ("manuscrita") y reflejada a a manera de espejo se convertía en la figura de un grillo animado con los ojos en las letras "O", antenas en la "n" final y "Vision" formaba el resto del cuerpo.
La serie finalizó en 1977 por considerarse ya obsoleta en sus métodos de enseñanza.
Muchos episodios de Vision On fueron producidos por el equipo de Aardman Animations, los cuales dieron vida al personaje de animación en barro llamado Morph y luego a Wallace & Gromit. 

## Música
A pesar de estar enfocados a los niños con sordera, se empleó la música para deleite de los que si podían escuchar algunos de sus temas:
- En "La gallería se escuchaba 'Left Bank (Wayne Hill) y ocasionalmente Cavatina
- El tema de "Burbujita", Goofy (Johns).
- El tema de "Humphrey la tortuga", Merry Ocarina por Pierre Arvay.
- El tema de inicio fue Accroche-Toi, Caroline (Vasori).
- El tema de cierre fue "Java", un clásico del Jazz de los 1960s.

## Vision On en el mundo
- En Canadá, Vision On fue transmitido por CBC Television y TVOntario.
- En Estados Unidos en emisoras PBS y algunas comerciales en los 1970s. Algunas estaciones realizaron su propios episodios intercalados con los de la BBC.
- En Francia se dobló al francés para Francia y Québec bajo el nombre "Déclic".
- En México fue doblado al español y presentado en los 1970s y 1980s por IMEVISION, a veces anunciado como "Ojo al parche" . La introducción era anunciada por el actor de doblaje Víctor Alcocer con las palabras "tenemos con ustedes a Vision On, el rey de la imaginación" justo al momento de la animación del grillo.